# 亞薩帕蒂·彼得拉
亞薩帕蒂·彼得拉（匈牙利語：Jászapáti Petra，1998年12月31日—），匈牙利短道速滑運動員，她代表匈牙利國家代表隊參加了中國舉行的2022年冬季奧林匹克運動會，並且在混合2000米接力比賽上獲得銅牌。